# 邱勝翊
邱勝翊（1989年4月14日—），藝名王子，台灣藝人，出道自《模范棒棒堂》。為組合Lollipop棒棒堂和JPM成員，及台灣Channel V節目《模范棒棒堂》第一代成員之一。藝人邱宇辰的哥哥，其粉絲名為「王族」。現為喜鵲娛樂公司旗下藝人，以唱歌及拍戲為主。

## 背景
邱勝翊出生於臺中市，就學於臺中市北區立人國民小學、臺中市立立人國民中學、新民高中。莊敬高職表演藝術科畢業後，他就讀醒吾科技大學、東南科技大學（觀光系）。

## 經歷

### 2006年-2008年：以团体”LOLLIPOP棒棒堂“出道、首部电视剧《黑糖瑪奇朵》
12月2日以Lollipop棒棒堂团体形态签入金牌大風（原EMI），正式出道。随后和棒棒堂其他团员参加了居多偶像剧的演出也陆续主持多种综艺节目。
2007年與黑澀會美眉共同拍攝了出道後第一部「黑糖系列」的青春偶像劇《黑糖瑪奇朵》。
2008年1月26日在台北小巨蛋舉行《棒棒堂夢想出發．閃耀小巨蛋演唱會》首場演唱會，此舉也創下小巨蛋的紀錄，成為出道一年、第一支以新人第一張專輯在小巨蛋開唱的偶像團體。及後更於2009年在香港紅磡體育館舉辦《棒棒堂我是傳奇2009亞洲巡迴演唱會》。

### 2010年-2014年：退出团体Lollipop棒棒堂、加入新团体JPM
因經紀約問題，退出Lollipop棒棒堂與成員小及親弟弟邱宇辰共組新團體JPM，成為前Channel [V]總監張世明及藝人陳建州共同創立的傳奇星娛樂旗下藝人，並於2011年簽約台灣索尼音樂娛樂。2014年9月，JPM與台灣索尼音樂娛樂三年的合作結束。
2013年12月22日，王子正式創立潮牌「P.Star」。「P.Star」是以王子英文名字＂P＂rince的首要單字，以及從小就熱愛的流行元素星星＂STAR＂結合而成。

### 2015年-現今：合约期满，不续约、加入新公司
2015年2月12日，王子不跟傳奇星娛樂續約，而加盟華研國際音樂， JPM宣布王子單飛團體不解散。
2015年3月28日，出演电影《向天真的女孩投降》。3月30日，电视剧《妻子的谎言》在湖南卫视首播，在剧中饰演女主角李夏曦的弟弟李东旭，5月23日，在台北举行出道9年第一场个人音乐会《王子的約會音樂會》。8月，主演青春校园喜剧电影《毕业旅行》杀青，在電影中饰演17岁高中生彭伟。
2016年2月24日，电视剧《妻子的谎言》的姐妹篇《爱人的谎言》登陆浙江卫视全国首播，王子在剧中饰演暖男骑士向阳，不仅长相阳光帅气，性格也是深情温暖，同日发行单曲《每一分每一秒》，同时也是电视剧《爱人的谎言》插曲。3月15日，电视剧《雪地娘子军》杀青，王子饰演金喜宝。4月3日，在廣州舉辦《10週年生日演唱會》，4月10日，在台北舉辦《10週年生日演唱會》。4月19日，出演网络电影《群侠归来》，饰演杨过。4月22日，出演电视剧《虎父犬子》，饰演杜博伦。8月21日，JPM在MTV演唱會上做單飛後第一次公開合體表演，在MTV演唱會記者訪問上，王子承認曾與前老闆張世明因跳槽華研國際音樂而鬧不合，而被前老闆封鎖一年，但在阿緯婚禮上聊開，破冰和解。
2017年4月2日，在台北舉辦《CLOSE to you生日音樂會》。
2017年4月22日，在廣州舉辦《CLOSE to you生日音樂會》。
2017年11月24日，發行個人首張《Attention!》。
2018年4月14號，在台北舉辦《愛上了你生日音樂會》。
2018年5月1號，在香港舉辦《愛上了你生日音樂會》。
2019年4月21號，在台北舉辦《在你心裡打了卡生日音樂會》。
2020年起與台灣新竹北郭園家族合作YouTube論壇。
2021年參加「全明星運動會第三季」
2022年參加「全明星觀察中第二季」
2023年參加「來吧營業中第二季」
2024年9/20-12/14 參加舞台劇「男言之隱」
2024年參加「來吧！營業中 －來吧！那裡怕s3」

## 個人生活

### 感情生活
2012年，邱勝翊被報導與台灣女歌手楊丞琳交往，2013年被指雙方同遊夏威夷。2014年報導指雙方因工作繁忙、聚少離多而最終分手。
2018年4月起，邱勝翊多次被拍到與香港女演員、歌手鄧麗欣（Stephy）外出旅遊，6月29日，媒体爆出王子與鄧麗欣正在热恋中，并传出一起去泰国苏梅岛游玩。对此，王子经纪人否认恋情，表示兩人是認識很久的朋友，而鄧麗欣也透过经纪人表示和王子以前是同一家唱片公司的同事，屬於好朋友。隨後鄧麗欣於同年7月15日承認戀情，表示二人早於4月已成戀人關係，為保護戀情想將感情事低調處理，兩人年齡差距為6年，鄧麗欣表示不介意姊弟戀。王子事後透過公司華研做出回應表示「謝謝大家！也請大家給我們些空間相處。」，並在Instagram發文稱希望粉絲可以愛屋及烏。
2021年6月27日，王子與鄧麗欣分別在社交平台發文宣布分手結束3年情，並為對方送上祝福，姊弟戀正式劃下句點。對於分開一事，王子透過經紀公司喜鵲娛樂回應：「謝謝關心， 如同社群上所寫，深深祝福，一切安好。」，鄧麗欣的經理人則表示：「他們是和平分手，希望大家給予空間，謝謝關心。」
7月4日，有香港傳媒爆料，指王子花心愛玩，常常去夜店，甚至常有女性朋友到家中玩樂；另外還有人指出，王子疑似背叛鄧麗欣，私下與台灣造型師交往，進而導致2人感情破裂。對此，鄧麗欣在Instagram發文駁斥傳聞，誇讚舊愛「他是一個非常好、非常善良的傳統男生，品德好、對家人好、對朋友好、對自己也好，所以很愛惜自己的身體，不菸、不酒、不愛夜生活，認識他的人都很清楚他的為人，請大家不要再揣測，感謝！」。

### 副業投資
2013年12月，王子正式創立潮牌「P.STAR」，推出多款限量商品以及活動限定款, 也持續與友好品牌合作推出不同的聯名商品。。
2023年 6月 P.STAR tetris ,7月 P.STAR high summer夏日衣服 ,8月 P.STAR 晴雨兩用自動傘 ,9月 P.STAR  環保餐具,11月 P.STAR  衝鋒衣 ,12月 P.STAR 牛仔外套
2024年 P.STAR * TOY SELECT聯名手機殼 , P.STAR *Check 2check 聯名淨顏溫感水秒機 , P.STAR * TKLAB特濃夜酵素

## 音樂作品
僅顯示個人音樂作品，團體作品請參考Lollipop@F和JPM。

### EP
| #   | 專輯資料                                                                        | 曲目                                           |
| --- | ------------------------------------------------------------------------------- | ---------------------------------------------- |
| 1st | 《Attention!》 - 發行日期：2017年11月24日 - 語言：國語 - 唱片公司：華研國際音樂 | 曲目 1. 上位 2. 愛上了妳 3. 我怎麼可能與妳無關 |

數位單曲：在你心裡打個卡
- 發行日期：2019年4月12日

數位單曲：讓我守護你
- 發行日期：2020年3月29日

數位單曲：CANDY(與邱宇辰合唱)
- 發行日期：2025年1月21日

### 其他歌曲
| 曲別   | 日期         | 收錄唱片         | 歌名     | 備註       |
| 主題曲 | 2010年7月8日 | 溜得快代言廣告曲 | 舞可取代 | 與廖允合唱 |

### 影視歌曲
| 曲別   | 日期          | 戲劇名稱或原聲帶              | 歌名           | 備註                 |
| 主題曲 | 2010年        | 《精舞門2》                   | 如果可以早一點 | 與陳柏霖、周奇奇合唱 |
| 插曲   | 2016年        | 《愛人的謊言》                | 每一分每一秒   |                      |
| 插曲   | 2016年12月9日 | 《High 5 制霸青春》電視原聲帶 | 帥過頭         | 與毛弟合唱           |
| 主題曲 | 2017年8月11日 | 《稍息立正我愛你》戲劇原聲帶  | 愛正在發生     |                      |
| 插曲   | 2017年8月11日 | 《稍息立正我愛你》戲劇原聲帶  | 窗             |                      |
| 片頭曲 | 2020年        | 《覆活》                      | 讓我守護妳     |                      |

### ost cover
中英日韓四種語言 cover Feat. 郭雪芙2021年參與製作 張與辰《孤單又燦爛的神：鬼怪》日本動漫《鬼滅之刃》電影《暮光之城》《她們創業的那些鳥事》
失戀金曲cover Feat.邱宇辰 2021年參與製作 張與辰『慢冷』『飛鳥和蟬』『開始懂了』『連名帶姓』
流浪cover原唱周杰倫 Jay Chou,歌曲《還在流浪》－2022年
致敬經典時代,致敬經典電影,莫名我就喜歡你－2025年

### 詞曲創作
| 發行日期       | 專輯名稱             | 曲目               | 演唱者         | 作詞 | 作曲 |
| -------------- | -------------------- | ------------------ | -------------- | ---- | ---- |
| 2007年5月31日  | 夏日初體驗           | 《夏日初體驗》     | Lollipop棒棒堂 |      |      |
| 2008年10月3日  | 黑糖群俠傳電視原聲帶 | 《對不起》         | 王子           |      |      |
| 2009年5月29日  | 太青春               | 《太青春》         | Choc7          |      |      |
| 2009年5月29日  | 太青春               | 《我太笨》         | Choc7          |      |      |
| 2009年6月9日   | 我是傳奇             | 《我是傳奇》       | Lollipop棒棒堂 |      |      |
| 2009年6月9日   | 我是傳奇             | 《吵鬧的沉默》     | Lollipop棒棒堂 |      |      |
| 2009年6月9日   | 我是傳奇             | 《說說》           | Lollipop棒棒堂 |      |      |
| 2011年5月6日   | 消失打看電影原聲帶   | 《不醒來》         | 張午午         |      |      |
| 2011年8月26日  | 月球漫步             | 《因為有你（國）》 | JPM            |      |      |
| 2011年8月26日  | 月球漫步             | 《Never Give Up》  | JPM            |      |      |
| 2011年8月26日  | 月球漫步             | 《再一次擁有》     | JPM            |      |      |
| 2012年11月30日 | 365                  | 《365天》          | JPM            |      |      |
| 2017年11月24日 | 《ATTENTION！》      | 《愛上了妳》       | 邱勝翊         |      |      |

### 音樂錄影帶(MV)
| 日期           | MV名稱             | 歌手     | 專輯名稱             | 合作藝人       |
| -------------- | ------------------ | -------- | -------------------- | -------------- |
| 2008年         | 對不起             | 王子     | 黑糖群俠傳電視原聲帶 |                |
| 2010年7月8日   | 舞可取代           | 小、王子 | 舞可取代             | 小、傳奇星藝人 |
| 2011年1月19日  | 不想Say Goodbye    | CIRCUS   | 啥貨？！CIRCUS       | 瑋瑋           |
| 2014年6月27日  | 催眠               | 許哲珮   | 圓舞曲               | 許哲珮         |
| 2017年7月30日  | 愛正在發生         | 邱勝翊   |                      |                |
| 2017年11月24日 | 上位               | 邱勝翊   | Attention!           |                |
| 2017年12月10日 | 我怎麼可能與妳無關 | 邱勝翊   | Attention!           | 林予晞         |
| 2017年12月31日 | 愛上了你           | 邱勝翊   | Attention!           |                |
| 2019年4月13日  | 在你心裡打個卡     | 邱勝翊   |                      |                |
| 2020年4月14日  | 讓我守護妳         | 邱勝翊   |                      |                |

## 影視作品
僅顯示以個人名義參與的影視作品，團體作品請參考Lollipop@F和JPM。

### 電視劇
| 首播日期                    | 首播頻道              | 劇名                         | 角色                        | 合演                                                           | 性質           |
| --------------------------- | --------------------- | ---------------------------- | --------------------------- | -------------------------------------------------------------- | -------------- |
| 2007年2月9日                | 模范棒棒堂            | 棒棒堂偶像劇《姐姐來了》     | 王子                        | Lollipop棒棒堂、容嘉                                           | 男主角         |
| 2007年7月15日               | 民視無線台 衛視中文台 | 黑糖瑪奇朵                   | 王子                        | Lollipop棒棒堂、黑澀會美眉、容嘉、納豆、小香                   | 六大男主角之一 |
| 2007年7月21日               | 模範棒棒堂            | 棒棒堂偶像劇《愛情來了》     | 王子                        | Lollipop棒棒堂、S.H.E.                                         | 男主角         |
| 2007年12月16日              | 中視無線台 八大綜合台 | 惡作劇2吻                    | 丁海諾                      | 林依晨、鄭元暢                                                 | 特別演出       |
| 2008年7月26日               | 民視`衛視中文台       | 黑糖群俠傳                   | 令狐聰                      | 小煜、阿緯、阿本、小馬、小薰、丫頭、小蠻                       | 男主角         |
| 2010年8月6日                | 公視主頻`中視         | 死神少女                     | 黃禾                        | 炎亞綸、房思瑜、仔仔、毛弟、孟耿如                             | 單元男主角     |
| 2011年1月22日               | 超級電視台            | 三三故事館之假面巧克力       | 邱克立                      | 邵庭、僅雯                                                     | 男主角         |
| 2012年2月6日                | 迪士尼頻道            | 課間好時光一年二班           | 羅米歐                      | 黃安琪、陳語安、雷婕熙、方志友                                 | 特別演出       |
| 2012年4月3日                | 三立都會台`東森綜合台 | 愛上巧克力                   | 王子翊                      | 吳建豪、曾之喬、張勛傑、MC40、鍾欣凌、郭書瑤、卜學亮、戈偉如   | 第五男主角     |
| 2013年2月9日                | 迪士尼頻道            | 課間好時光一年二班（第二季） | 羅米歐                      | 黃安琪、陳語安、雷婕熙                                         | 特別演出       |
| 2013年3月19日               | 東森超視              | 像小朵一样                   | J J                         | 種丹妮、金億、米露、王宇婕                                     | 第六男主角     |
| 2015年1月26日               | 樂視網                | 阿憲走著瞧                   | 王子                        | 吳宗憲、沈玉琳、詹子晴、張峰奇、小茉莉                         | 特別演出       |
| 2015年3月29日               | 湖南衛視              | 妻子的谎言                   | 李冬旭 (配音)               | 贾青、张晓龙、徐璐、沈夢辰、李天柱                             | 第二男主角     |
| 2016年2月24日               | 浙江衛視              | 爱人的谎言                   | 向陽 (配音)                 | 贾青、张晓龙、藍盈瑩、陳若軒、曹曦月、徐開騁                   | 第二男主角     |
| 2016年11月7日               | 江蘇綜藝頻道          | 雪地娘子軍                   | 金喜寶 (配音)               | 王笛、林冶、曹磊、任天琦                                       | 男主角         |
| 2017年7月30日~2017年8月6日  | 中視主頻 東森戲劇台   | 稍息立正我愛你               | 顏力正                      | 曾之喬、郭書瑤、陳珮騏、以綸                                   | 男主角         |
| 2017年8月15日               | 北京衛視              | 我的老爸是奇葩               | 杜博倫                      | 張佳寧、韓童生、陶慧敏、經超、張晨光、戴燕妮、徐岑子           | 男主角         |
| 2019年                      | 中視主頻 衛視中文台   | 想見你                       | 顏力正 為稍息立正我愛你角色 | 大文                                                           | 特別演出       |
| 2020年3月28日 2020年3月29日 | 台視主頻 八大綜合台   | 覆活                         | 程佑寬                      | 任容萱、吳岳擎、姚以緹、黃仲崑、蔡函岑                         | 男主角         |
| 2021年                      | 華視主頻 八大戲劇台   | 無神之地不下雨               | 陳思捷                      | 曾之喬、林雨葶                                                 | 特別演出       |
| 2023年                      | 東森戲劇台 TVBS歡樂台 | W劇場：沒有你依然燦爛        | 羅政浩                      | 簡嫚書、紀培慧、游安順                                         | 特別演出       |
| 2023年                      | 公視 三立都會台       | 地獄里長                     | 未來殿殿主                  | 林哲熹、嚴正嵐、王彩樺、許傑輝                                 | 特別演出       |
| 2024年                      | 優酷                  | 關於未知的我們               | 邱謙                        | 邱宇辰、黃宏軒、楊子儀、張楷奕、梁正群、金在勲、林昀希、朱宥丞 | 特別演出       |

### 電影
| 上映日期       | 電影名稱             | 角色           | 合演                                                           | 導演                 | 性質       |
| -------------- | -------------------- | -------------- | -------------------------------------------------------------- | -------------------- | ---------- |
| 2008年4月24日  | 六樓后座2家屬謝禮    | 大明星         | 江若琳、田原、羅仲謙                                           | 黃真真               | 客串       |
| 2009年3月6日   | 愛到底（第六號瀏海） | 第六號瀏海男孩 | 周采詩、毛弟、阿本、小馬、小祿、李銓、鮪魚                     | 黃子佼               | 單元男主角 |
| 2010年6月10日  | 精舞門2              | 王子           | 陳柏霖、謝天華、周奇奇                                         | 劉寶閑               | 第二男主角 |
| 2010年7月2日   | 嘻游記               | 白沙堂(配音)   | 邱翊橙、黃奕、謝娜、何炅、應采兒、杜海濤、李維嘉、徐崢         | 鍾少雄               | 男主角     |
| 2011年4月29日  | 消失打看             | 可樂           | 林柏昇、謝欣穎、仔仔                                           | 陳宏一               | 男主角     |
| 2011年12月23日 | 極速先鋒             | 尹清風(配音)   | 林爽、三浦貴大                                                 | 藍志偉               | 男主角     |
| 2016年7月8日   | 江湖俠客令之群俠歸來 | 楊過           | 李依然、鄢子綸、曾江、黃一飛、海俊傑                           | 胡聖亞               | 特別演出   |
| 2016年9月15日  | 哥基王子             | 譚sir(配音)    | 羅那威、鮑起靜、李成敏、朱咪咪、鍾佳琪、李泳希、傅楚惠、彭皓鋒 | 楊健武               | 男主角     |
| 2018年2月2日   | 畢業旅行笑翻天       | 王偉           | 徐嬌、歐陽妮妮、布魯斯、王栎鑫、曹佑寧                         | 張毅、高志森、胡聖亞 | 男主角     |
| 2018年12月11日 | 向天真的女生投降     | 彭偉           | 姜潮、关晓彤、崔宝月、王翊菲、寇振海、姚鲁                     | 周家文               | 第二男主角 |
| 2018年         | 學長                 | 秦子寧         | 大元、寶兒、董又霖、金澔辰                                     | 張木火、張毅、李子沁 | 男主角     |
| 2019年1月29日  | 瘋狂電視台瘋電影     | 邱勝翊         | 歐漢聲、林明禎、卓文萱、劉冠廷、納豆、顏正國                   | 謝念祖               | 客串       |
| 2023年1月13日  | 山中森林             | 成澔           | 李千那、郭雪芙、黃遠、夏騰宏、吳震亞、陳德容、李康生           | 姜寧                 | 男主角     |

### 微電影
| 上映年份      | 微電影名稱 | 角色   | 合演                                         | 性質   |
| ------------- | ---------- | ------ | -------------------------------------------- | ------ |
| 2012年9月27日 | 以為       | 王子翊 | 梁凱莉、廖邵恩、余泓諺、李俊偉、邱庭、邱明動 | 男主角 |
| 2020年        | 入戲       |        | 吳姍儒、許孟哲、詹子晴、徐凱希               | 男主角 |

### 舞台劇
| 日期                          | 戲名                           | 角色   | 合演                   |
| ----------------------------- | ------------------------------ | ------ | ---------------------- |
| 2013年8月29日－2013年9月1日   | 大紅帽與小野狼：不讓你走ㄆㄧㄢ | 大野狼 | 許哲珮、羅北安、王鏡冠 |
| 2024年9月20日－2024年12月14日 | 男言之隱                       |        | 温貞菱、梁正群、王樂妍 |

## 演唱會
團體演唱會請參考Lollipop@F和JPM。

### 音樂會/生日會
| 日期          | 演唱會站次 | 演唱會名稱                       | 舉行地點                      |
| 2010年9月10日 | 香港       | 《舞可取代．邱勝翊廖俊傑音樂會》 | 九龍灣國際展貿中心-匯星       |
| 2012年4月13日 | 台北       | 《占為己有生日會》               | SPACE CLUB                    |
| 2014年4月12日 | 台北       | 《來自星星的王子》生日派對       | 西門河岸留言                  |
| 2015年5月23日 | 台北       | 《王子的約會音樂會》             | Neo Studio                    |
| 2016年4月3日  | 廣州       | 《王子十年約定生日會》           | 正佳演藝劇院                  |
| 2016年4月10日 | 台北       | 《王子十年約定生日會》           | 君悅飯店3F 凱悅廳             |
| 2017年4月2日  | 台北       | 《王子Close To You生日會》       | Corner House                  |
| 2017年4月22日 | 廣州       | 《王子Close To You生日會》       | 正佳演藝劇院                  |
| 2018年4月14日 | 台北       | 《王子愛上了你生日演唱會》       | 三創生活園區                  |
| 2018年5月1日  | 香港       | 《王子愛上了你生日演唱會》       | 九龍灣國際展貿中心-Music Zone |
| 2019年4月21日 | 台北       | 《在你心裡打了卡生日演唱會》     | 三創生活園區                  |
| 2019年7月20日 | 北京       | 《12+1在你心裡打個卡音樂會》     | 北京                          |

## 出版作品

### 書籍
- 2007年9月 《黑糖瑪奇朵》歡樂Party
- 2007年9月 《黑糖瑪奇朵》電視小說
- 2011年2月 傳奇星2011寫真記事
- 2019年4月 《Prince Start》：邱勝翊的10957個日子寫真雜誌書

### 雜誌連載
- 《MyColor》（2016年4月號封面）
- 《ELLE Taiwan》（2018年10月號封面）
- 《ELLE Taiwan》（2022年2月號專訪）
- 《ELLE Taiwan》（2022年3月號專訪）
- 《美麗佳人》（2023年2月號專訪）
- 《beauty》（2023年4月號專訪）
- 《ttshow.tw》（2023年10月號封面）feat 唐綺陽

## 主持作品

### 電視節目
| 日期                             | 播出頻道             | 節目名稱                            | 合作藝人              |
| -------------------------------- | -------------------- | ----------------------------------- | --------------------- |
| 2012年1月6日－2012年4月7日       | 超視                 | 我愛男子漢                          | 歐漢聲和嘉宾主持      |
| 2012年9月22日－2012年12月15日    | 四川衛視             | 给力男子漢                          | 馬松和嘉宾主持        |
| 2017年12月27日                   | YAHOO TV             | 佼心食堂                            | feat 大元 (Popu Lady) |
| 2022年4月17日- 2022年7月17日     | 台視主頻、MyVideo    | 《全明星觀察中》第二季              | 實境節目成員          |
| 2023年3月4日- 6月24日            | TVBS歡樂台、台視主頻 | 《來吧！營業中》第二季              | 謝金燕                |
| 2023年4月15日- 6月24日           | 三立都會台           | 《BIBO 願望合夥人》                 | 陶晶瑩                |
| 2023年5月7日- 5月27日            | 東森綜合台           | 《社長之路》                        | 鄭元暢                |
| 2023年10月5日                    | TVBS歡樂台           | 《食尚玩家》                        | 廖亦崟                |
| 2023年12月8日- 12月16日          | MyVideo              | 《Ozone夏日青春冒險》               | Ozone                 |
| 2024年12 月 7 日- 2025年3 月 8日 | TVBS                 | 《來吧！營業中s3 －來吧！那裡怕s1》 | Lollipop 棒棒堂       |

## 節目出演
| 日期                        | 播出頻道                              | 節目名稱                        | 備註               |
| --------------------------- | ------------------------------------- | ------------------------------- | ------------------ |
| 2018年2月15日               | 台視主頻台視HD台                      | 2018超級巨星紅白藝能大賞        | 演唱上位           |
| 2020年3月26日               | 東森綜合台                            | 全民星攻略                      |                    |
| 2021年12月5日-2022年4月10日 | 台視主頻、三立都會台                  | 《全明星運動會》第三季 紅隊隊長 | 實境節目成員       |
| 2022年7月3日-2022年7月17日  | TVBS歡樂台、Line TV                   | 原子少年Atom Boyz               | 流星導師           |
| 2023年3月4日- 6月24日       | TVBS歡樂台、TVBS精彩台、台視、Netflix | 來吧！營業中第二季              | 剪髮師             |
| 2023年8月26日- 10月14日     | TVBS精采台、中視主頻、TVBS歡樂台      | 未來少女                        | 未來導師           |
| 2024年2月17日               | 三立都會台、台視                      | 炸裂吧！女孩                    | 未來導師           |
| 2024年4月21日               | 台視                                  | 全員請上車                      |                    |
| 2024年8月10日 - 8月24日     | 中視三立都會台                        | 綜藝玩很大                      |                    |
| 2024年12月14日 - 12月28日   | 東森綜合台                            | 花甲少年趣旅行第9季             | 南投 ,實境節目成員 |

## 獎項
| 年份 | 獎項 |
| ---- | --- |
| 2007 | - 最佳螢幕情侣 - 《黑糖瑪奇朵》（與鬼鬼） |
| 2008 | - Yes!Magazine 2008年度最夢幻男情人（台中）（第二名） |
| 2010 | - 新城國語力頒獎禮2010 - 人氣跳舞歌曲獎 （舞可取代） - 新城國語力頒獎禮2010 - 人氣偶像 （與小） - 第七屆勁歌王金曲金榜 - 最佳跳舞歌曲 （舞可取代） - 第七屆勁歌王金曲金榜 - 人氣偶像歌手 - 2010台灣無名小站花美男第一名 |
| 2011 | - 2011年 閃亮之星 |
| 2016 | - 2015 金票根頒獎典禮-矚目新星獎 |
| 2018 | - HITO流行音樂獎-HITO聲猛唱跳男生 |

## 公益活動/時尚周
- 2019 Taipei時裝周show
- 2019  魔力寶貝手遊上線代言人
- 2021  社團法人臺灣巴克動物懷善救援協會浪浪守護大使
- 2021 Taipei時裝周show
- 2022  LONGCHAMP & ANDRÉ台中快閃一日店長
- 2022 GQ STYLE潮流文化祭
- 2022  ASICS形象大使
- 2023  綠動150 推廣大使
- 2023  ASICS sportstyle 形象大使
- 2023  PEACH JOHN 台北一日店長
- 2023年 Audi Taiwan 打造 「 House of Progress Taipei 品牌概念店」嘉賓
- 2023  英國品牌BakerStreet 🇬🇧一日店長
- 2023  屈臣氏愛你不肺力公益大使
- 2023  ASICS 全新sportstyle概念店開幕一日店長
- 2024  P.STAR * TOY SELECT聯名手機殼板橋,台南一日店長
- 2024  普仁公益大使
- 2024  FKYB 台北一日店長
- 2025 華歌爾品牌大使

## 演唱會
- 2023年4月16日  Ozone (團體)台北場北流演唱會嘉賓
- 2025年6月14日  上海六月是夏天音樂會演唱嘉賓

## 跨年晚會
- 2018年：台中
- 2020年：花蓮

## 外部連結
- 王子 邱勝翊的Facebook專頁
- 王子_邱勝翊的新浪微博
- prince_pstar的Instagram帳戶
- YouTube上的邱勝翊頻道